# شهرت (فیلم ۱۳۷۸)
شهرت فیلمی به کارگردانی ایرج قادری، نویسندگی محمدهادی کریمی و تهیه‌کنندگی نورالدین حجازی ساخته سال ۱۳۷۸ است.